# حمد الرميحي (لاعب)
حمد الرميحي (17 أبريل 1988) لاعب كرة قدم بحريني يلعب حاليا لصالح نادي الدرجة الأولى النجمة البحريني في مركز الجناح الأيمن من 2016 كما يجيد اللعب في مركزي الجناح الأيسر والوسط المهاجم.